# (73725) 1993 FC27
(73725) 1993 FC27 – planetoida z pasa głównego asteroid okrążająca Słońce w ciągu 4,09 lat w średniej odległości 2,56 j.a. Odkryta 21 marca 1993 roku.